# Kdo neví co s láskou
Kdo neví co s láskou (Divadlo v Dlouhé, 2005) je album písní Jiřího Bulise z inscenace Kabaret Prévert-Bulis v podání herců pražského Divadla v Dlouhé (scénář a režie Jan Borna).

## Skladby
1. Deštník z Piccadilly
2. Nejmilejší ráno
3. Podvlékačky
4. Na ploše ledové
5. Nekonečný valčík
6. Slunce na peřinách
7. Dubnová inventura
8. Písnička v mlze
9. Africká
10. Podzimní popěvek
11. Hosté na zemi
12. Jedno jméno
13. Jak přesmutno
14. Vánoce za dveřmi
15. Radost má vždycky jen hulvát
16. Krtina
17. Běh života
18. Slyšíš letět saně
19. Svítá, Marie
20. Anděl radosti